# Saint-Paul-lès-Monestier
Pour les articles homonymes, voir Saint-Paul.
Saint-Paul-lès-Monestier est une commune française située dans le département de l'Isère, en région Auvergne-Rhône-Alpes.
Historiquement rattachée à la province royale du Dauphiné, la commune est rattachée à la communauté de communes du Trièves, qui regroupe vingt-huit communes, depuis le 1er janvier 2012.
Le gentilé des habitants n'est pas connu.

## Géographie

### Situation et description
Positionné au sud du département de l'Isère et de la région Auvergne-Rhône-Alpes, le village est plus précisément situé à proximité du lac de Monteynard-Avignonet.

### Communes limitrophes
| Saint-Guillaume   | Miribel-Lanchâtre        | Sinard                |
|                   | Saint-Paul-lès-Monestier | Monestier-de-Clermont |
| Gresse-en-Vercors | Saint-Michel-les-Portes  | Roissard              |

### Climat
Pour des articles plus généraux, voir Climat d'Auvergne-Rhône-Alpes et Climat de l'Isère.
En 2010, le climat de la commune est de type climat de montagne, selon une étude du Centre national de la recherche scientifique s'appuyant sur une série de données couvrant la période 1971-2000. En 2020, Météo-France publie une typologie des climats de la France métropolitaine dans laquelle la commune est exposée à un climat de montagne ou de marges de montagne et est dans une zone de transition entre les régions climatiques « Alpes du nord » et « Alpes du sud ». 
Pour la période 1971-2000, la température annuelle moyenne est de 9,2 °C, avec une amplitude thermique annuelle de 17 °C. Le cumul annuel moyen de précipitations est de 1 087 mm, avec 9,7 jours de précipitations en janvier et 6,5 jours en juillet. Pour la période 1991-2020, la température moyenne annuelle observée sur la station météorologique de Météo-France la plus proche, « Monestier », sur la commune de Monestier-de-Clermont à 1 km à vol d'oiseau, est de 9,9 °C et le cumul annuel moyen de précipitations est de 1 062,6 mm,. Pour l'avenir, les paramètres climatiques de la commune estimés pour 2050 selon différents scénarios d'émission de gaz à effet de serre sont consultables sur un site dédié publié par Météo-France en novembre 2022.

### Voies de communication et transport
Saint-Paul-lès-Monestier est accessible depuis Grenoble par la RD 8 vers deux grands axes routiers qui passent à proximité du bourg : l'ancienne route nationale 75, devenue route départementale 1075 à la suite d'un déclassement, et l'autoroute A51 dénommée officiellement « autoroute du Trièves ».
La commune de Saint-Paul-lès-Monestier est desservie par la ligne MON05 (ligne scolaire) et MON07 (transport à la demande) entre Château-Bernard et Monestier-de-Clermont.

## Urbanisme

### Typologie
Au 1er janvier 2024, Saint-Paul-lès-Monestier est catégorisée commune rurale à habitat dispersé, selon la nouvelle grille communale de densité à sept niveaux définie par l'Insee en 2022.
Elle est située hors unité urbaine. Par ailleurs la commune fait partie de l'aire d'attraction de Grenoble, dont elle est une commune de la couronne,. Cette aire, qui regroupe 204 communes, est catégorisée dans les aires de 700 000 habitants ou plus (hors Paris),.

### Occupation des sols
L'occupation des sols de la commune, telle qu'elle ressort de la base de données européenne d’occupation biophysique des sols Corine Land Cover (CLC), est marquée par l'importance des territoires agricoles (53,8 % en 2018), en augmentation par rapport à 1990 (52,8 %). La répartition détaillée en 2018 est la suivante : 
forêts (38,4 %), prairies (31,7 %), zones agricoles hétérogènes (15,1 %), milieux à végétation arbustive et/ou herbacée (7,8 %), terres arables (7 %). L'évolution de l’occupation des sols de la commune et de ses infrastructures peut être observée sur les différentes représentations cartographiques du territoire : la carte de Cassini (XVIIIe siècle), la carte d'état-major (1820-1866) et les cartes ou photos aériennes de l'IGN pour la période actuelle (1950 à aujourd'hui).

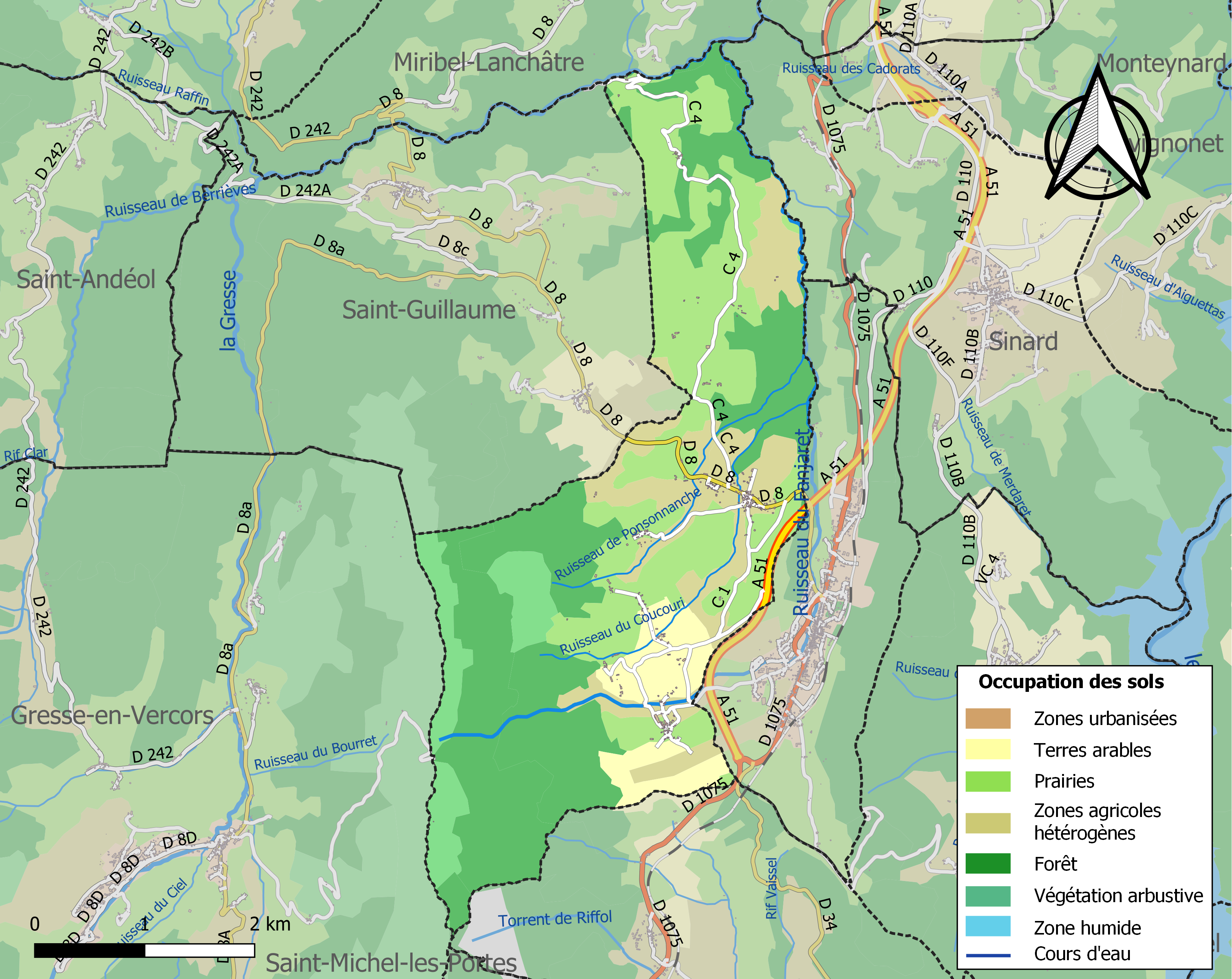
Carte des infrastructures et de l'occupation des sols de la commune en 2018 (CLC).

### Hameaux et lieux-dits

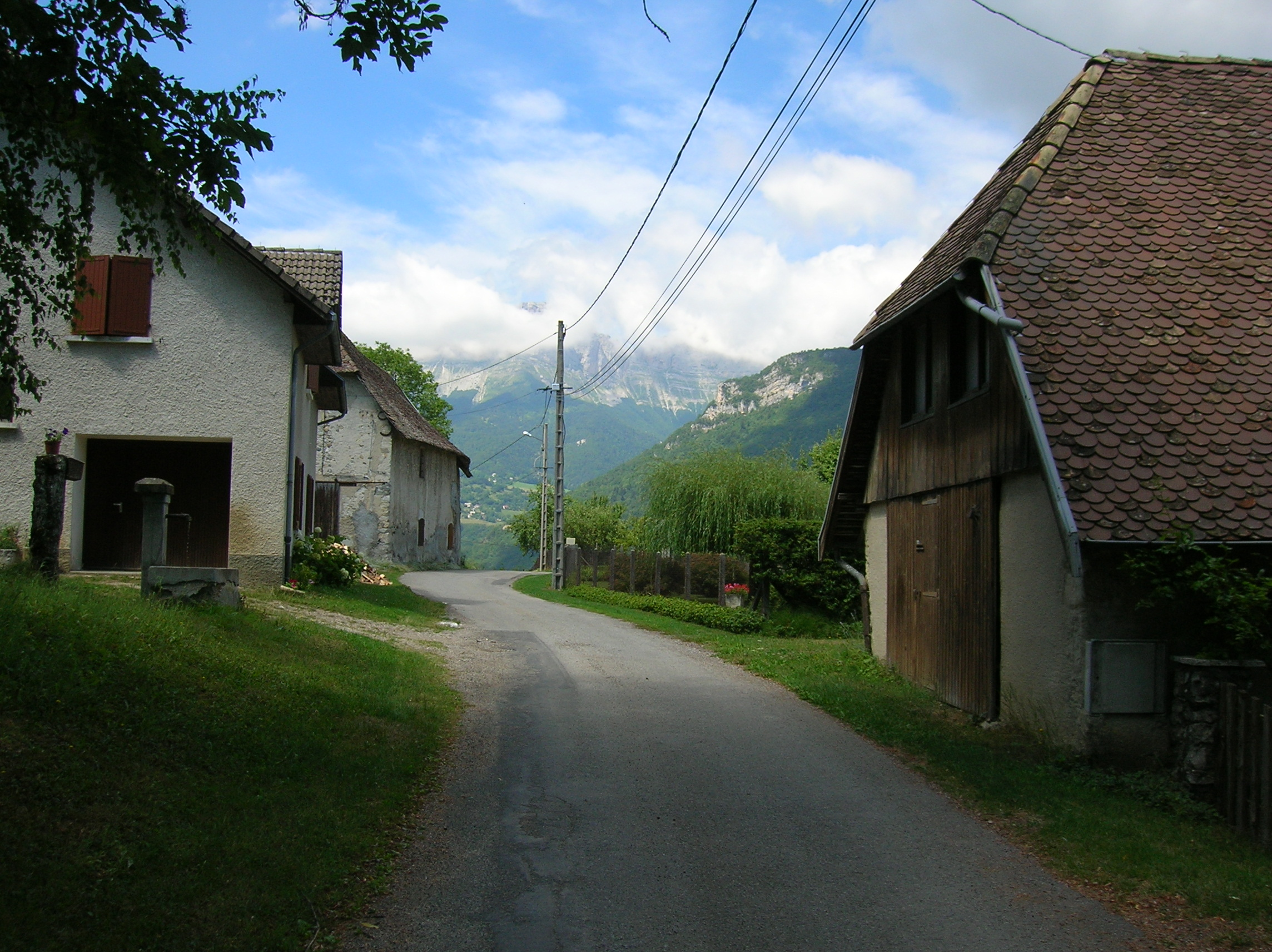
Un hameau.

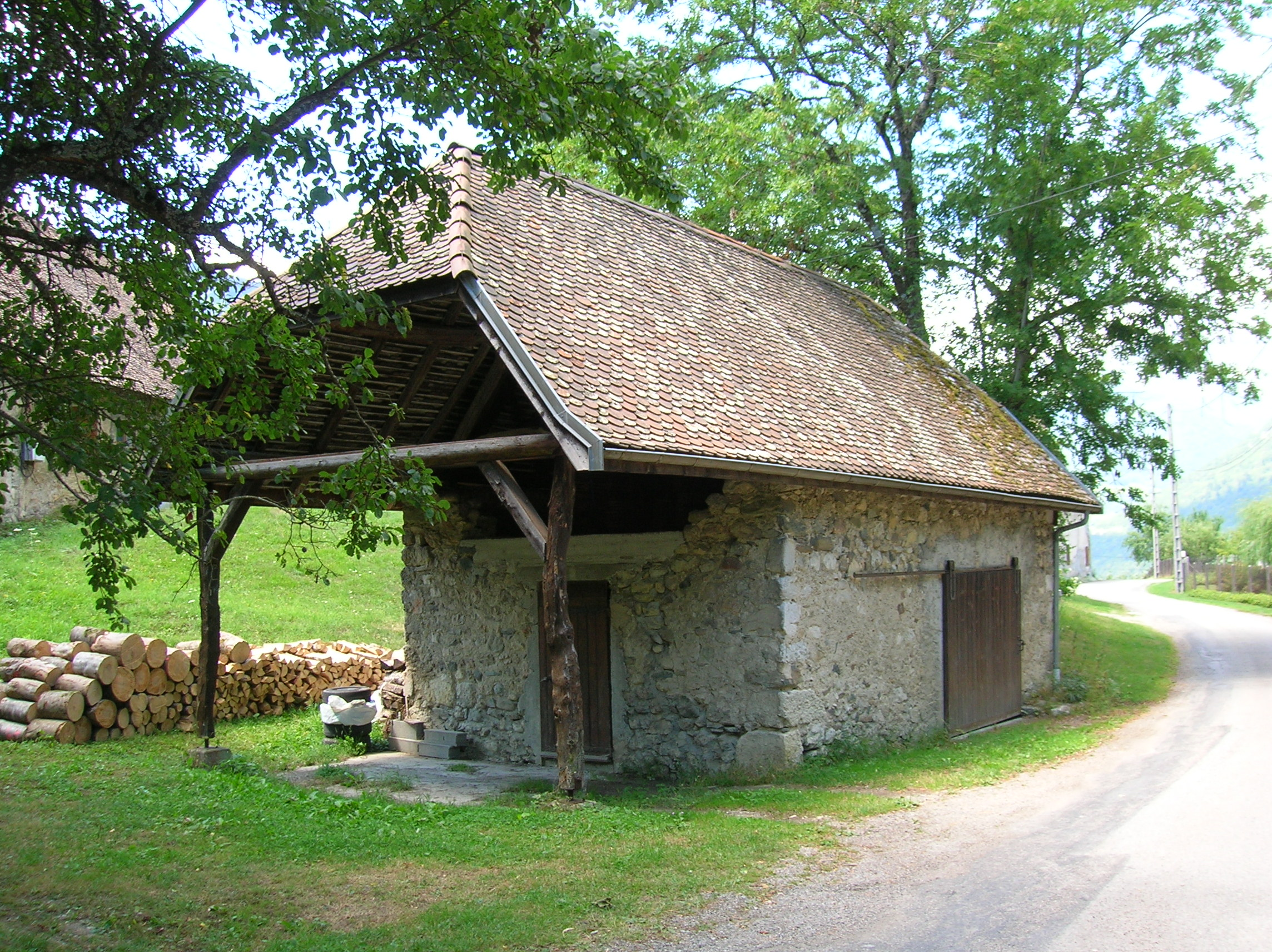
Architecture traditionnelle avec croupe et avancée.

### Risques naturels et technologiques

#### Risques sismiques
L'ensemble du territoire de la commune de Saint-Paul-lès-Monestier est situé en zone de sismicité n°3 (sur une échelle de 1 à 5), comme la plupart des communes de son secteur géographique. Elle se situe cependant au sud de la limite d'une zone sismique classifiée de « moyenne ».
| Type de zone | Niveau            | Définitions (bâtiment à risque normal) |
| ------------ | ----------------- | -------------------------------------- |
| Zone 3       | Sismicité modérée | accélération = 1,1 m/s2                |

## Toponymie
Le village de Saint-Paul-lès-Monestier  doit l'origine de son nom à sa proximité avec la petite ville de Monestier-de-Clermont et de l'installation d'un monastère fondé au début du XIIe siècle, et dont il ne reste plus que quelques ruines éparses sur les hauteurs de cette commune voisine.

## Politique et administration

### Listes des maires
| Période                                  | Période  | Identité        | Étiquette | Qualité  |
| ---------------------------------------- | -------- | --------------- | --------- | -------- |
| 2001                                     | 2008     | Jean-Paul Chion |           |          |
| 2008                                     | En cours | Béatrice Vial   | SE        | Employée |
| Les données manquantes sont à compléter. |          |                 |           |          |

## Population et société

### Démographie
L'évolution du nombre d'habitants est connue à travers les recensements de la population effectués dans la commune depuis 1793. Pour les communes de moins de 10 000 habitants, une enquête de recensement portant sur toute la population est réalisée tous les cinq ans, les populations de référence des années intermédiaires étant quant à elles estimées par interpolation ou extrapolation. Pour la commune, le premier recensement exhaustif entrant dans le cadre du nouveau dispositif a été réalisé en 2006.

En 2022, la commune comptait 284 habitants, en évolution de +7,98 % par rapport à 2016 (Isère : +3,07 %, France hors Mayotte : +2,11 %).
| 1793 | 1800 | 1806 | 1821 | 1831 | 1836 | 1841 | 1846 | 1851 |
| ---- | ---- | ---- | ---- | ---- | ---- | ---- | ---- | ---- |
| 316  | 328  | 316  | 293  | 330  | 355  | 363  | 361  | 365  |

| 1856 | 1861 | 1866 | 1872 | 1876 | 1881 | 1886 | 1891 | 1896 |
| ---- | ---- | ---- | ---- | ---- | ---- | ---- | ---- | ---- |
| 324  | 321  | 324  | 294  | 267  | 261  | 275  | 223  | 198  |

| 1901 | 1906 | 1911 | 1921 | 1926 | 1931 | 1936 | 1946 | 1954 |
| ---- | ---- | ---- | ---- | ---- | ---- | ---- | ---- | ---- |
| 210  | 193  | 199  | 165  | 182  | 181  | 166  | 132  | 138  |

| 1962 | 1968 | 1975 | 1982 | 1990 | 1999 | 2006 | 2011 | 2016 |
| ---- | ---- | ---- | ---- | ---- | ---- | ---- | ---- | ---- |
| 142  | 131  | 132  | 160  | 190  | 220  | 283  | 248  | 263  |

| 2021 | 2022 | - | - | - | - | - | - | - |
| ---- | ---- | - | - | - | - | - | - | - |
| 279  | 284  | - | - | - | - | - | - | - |

### Enseignement
La commune est rattachée à l'académie de Grenoble.

### Médias
Historiquement, le quotidien à grand tirage Le Dauphiné libéré consacre, chaque jour, y compris le dimanche, dans son édition de l'Isère-Sud, un ou plusieurs articles à l'actualité de la communauté de communes, ainsi que des informations sur les éventuelles manifestations locales, les travaux routiers, et autres événements divers à caractère local.
La commune est située sur l'aire de diffusion de radio Ici Isère, une radio publique qui émet sur tout le territoire du département de l'Isère.

### Cultes
L'église (propriété de la commune) et la communauté catholique de Saint-Paul-lès-Monestier dépendent de la paroisse Notre-Dame d'Esparron (Relais de la Croix du Serpaton), elle-même rattachée au diocèse de Grenoble-Vienne.

## Culture locale et patrimoine

### Lieux et monuments

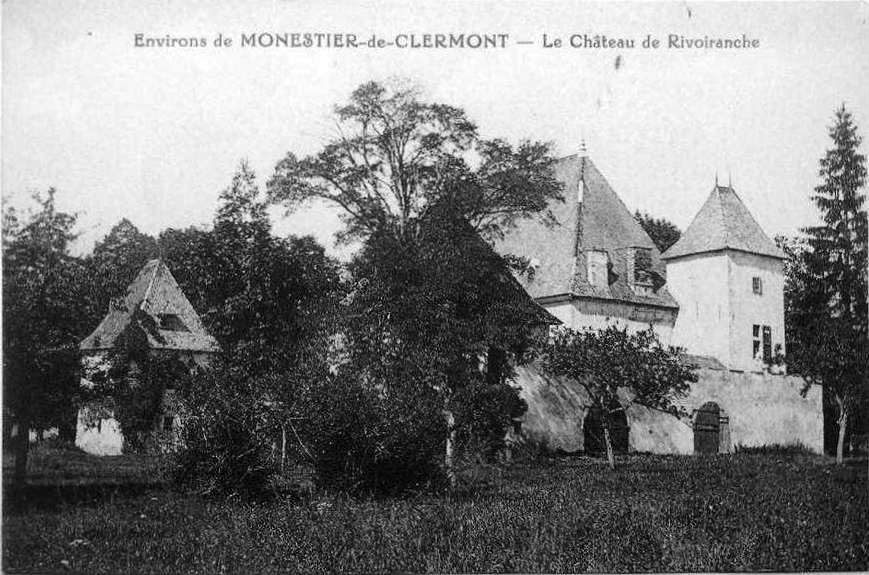
Le château de Rivoiranche au début du XXe siècle.

#### Patrimoine religieux
- L'église paroissiale Saint-Paul de Saint-Paul-lès-Monestier

#### Patrimoine civil
- Le château de Rivoiranche est attesté depuis le IXe siècle. Le château actuel, isolé du village, conserve de beaux meneaux mais ne remonte pas avant le XVIe siècle.
- Le monument aux morts communal :

Le monument se limite à un modeste pilier avec une plaque commémorative posé sur le mur même de l'église et commémore le souvenirs des soldats morts durant la Première Guerre mondiale.

### Personnalités liées à la commune
- Désiré Lucien Vallier (1871-1959), général de division des troupes coloniales, y est né.
- L’artiste et galeriste Marius de Zayas, mort en 1961, a vécu avec sa famille au château de Rivoiranche, qu’il a considérablement restauré.

### Héraldique
|  | Saint-Paul-lès-Monestier possède des armoiries dont l'origine et le blasonnement exact ne sont pas disponibles. |